# Adeloneivaia carisma
Adeloneivaia carisma är en fjärilsart som beskrevs av William Schaus 1904. Adeloneivaia carisma ingår i släktet Adeloneivaia och familjen påfågelsspinnare. Inga underarter finns listade i Catalogue of Life.